# Dudu Topaz
Dudu Topaz (hebreo: דודו טופז; 20 de septiembre de 1946 – 20 de agosto de 2009) fue un actor israelí y una personalidad de la televisión de su país.

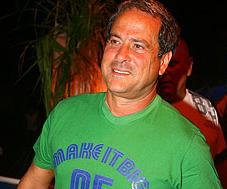
Dudu Topaz, año 2006.

## Biografía
Dudu Topaz (David Goldenberg), nació en Haifa. Su padre, Eliyahu, fue un actor y un director.

## Carrera profesional
Topaz estudió actuación en Londres (después de completar su servicio en las FDI). A su regreso a Israel, asumió funciones en el teatro de Haifa, y lleva a cabo espectáculos en todo el país. Su primera aparición fue en un programa educativo en la televisión para enseñar Inglés.
Topaz fue acogido en la televisión pública israelí (Canal 1) en la década de los ochenta, ejecutando con éxito un esbozo sobre algunas comedias en el escenario. En la década de los noventa fue el anfitrión del popular show "Rashut Habidur" (La Autoridad de Entretenimiento), que salió al aire hasta el año 2004 por el canal 2 (canal comercial),es considerado uno de los de más alto índice de audiencia en televisión israelí. Después de terminado el show, Topaz estuvo en otros programas de otros canales, pero en mayo de 2007 anunció que dejaría de realizar programas de televisión, para realizar otras carreras como la actuación y el cine documental.

## Controversia política
En 1981, Topaz adquirió notoriedad, por los comentarios que hizo durante una conferencia del Partido Laborista israelí en la Plaza Rabin de Tel Aviv (entonces llamada Plaza Maljei Israel) cuando dijo: "Es un placer ver a la gente aquí, y es un placer ver que no hay Chajchajim (un término peyorativo que alude a judíos de Israel, oriundos de países del Medio oriente)

## Arresto y muerte
En mayo de 2009, Topaz fue detenido por la policía israelí. Era sospechoso de pagar por una serie de ataques contra altos ejecutivos de un canal de televisión (Avi Nir ,Shira Margalit y el agente de medios Booz Ben-Sion). Los tres fueron golpeados por atacantes desconocidos y sufrieron graves heridas. Topaz presuntamente realizó esto debido a un frenesí de venganza cuando su espectáculo fue retirado del aire y después de haber sufrido varios rechazos de los canales rivales y periódicos para los cuales, él se ofreció para escribir columnas . 
Se dijo que trató de suicidarse en su celda , en el centro de detención de Abu Kabir, en Tel Aviv. Un segundo intento de suicidio el 20 de agosto de 2009 fue un éxito, y aproximadamente a las 7:00 a. m. Topaz fue encontrado muerto por un guardia, 
se ahorcó en la ducha (el único lugar sin vídeo de vigilancia ) en el Centro de Detención Nitzan en Ramla. Aparentemente se ahorcó, utilizando el cable de alimentación de una caldera eléctrica.